# رودولف هولستي
رودولف هولستي (Rudolf Holsti؛ يوفاسكولا، 8 أكتوبر 1881 - بالو ألتو، كاليفورنيا، 4 أغسطس 1945) سياسي وصحافي و دبلوماسي فنلندي . وزير خارجية فنلندا بالفترتين 1919 - 1922 و 1936 - 1938 و عضو بالبرلمان الفنلندي 1913-1918 ممثلا عن الحزب الفنلندي الشاب (Nuorsuomalainen Puolue). و مثـّل الحزب الوطني التقدمي منذ عام 1919 . كما مثـّل هولستي فنلندا لدى عصبة الأمم. كان جمهورياً (أي معارضاً للحركة الملكية الناشطة في فنلندا) و مؤيداً قوياً للديمقراطية، انتقد الزعيم النازي أدولف هتلر علناً لدى اندلاع الحرب. عمل هولستي بصحف في هامينلينا ولهتي وهلسنكي إلى جانب مع صديقه ورفيق الدراسة جويل لهتونن. انتهت الصداقة فجأة وجد هولستي أنه صـُوّر بشخصية هجائية وسياسي وهمي في كتاب لهتونن «قمع الأطفال» (Sorron lapset) الصادر سنة 1924.
في وقت لاحق من حياته، درّس الدكتور هولستي في جامعة ستانفورد ، بعد انتقاله إلى الولايات المتحدة مع ابنيه : كاليفي وأولافي هولستي (و هما عالما سياسة). احتفظ بعلاقات صحية مع الرئيس الأمريكي هربرت هوفر و رئيس الوزراء ورئيس فنلندا. توفي في 3 أغسطس من عام 1945 في مستشفى بالو ألتو أثناء خضوعه لعملية جراحية لعلاج فتق. ماتت زوجته ليزا بالسل في 22 يوليو 1951.